# Ruda Strawczyńska
Ruda Strawczyńska est une localité polonaise de la gmina de Strawczyn, située dans le powiat de Kielce en voïvodie de Sainte-Croix.